# Kalle Päätalo

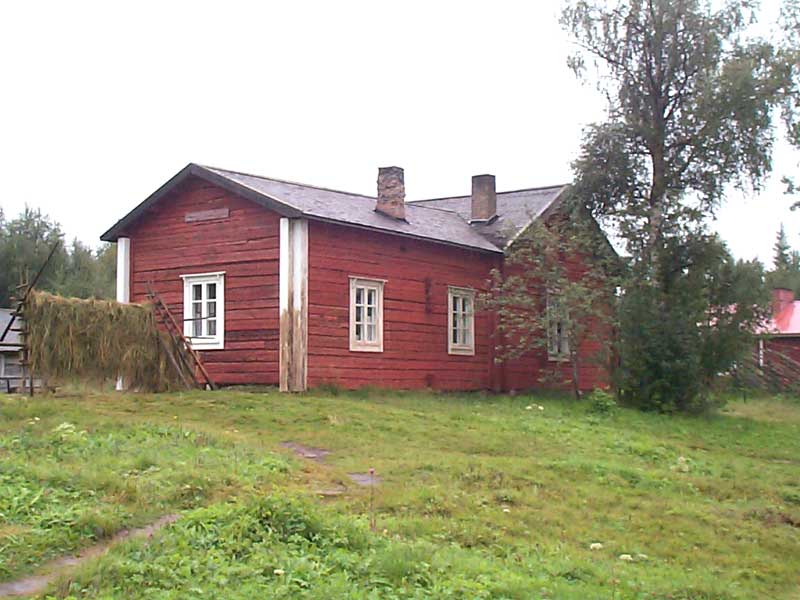
Casa de la Kallioniemi unde Kalle Päätalo şi-a petrecut copilaria.

Kaarlo (Kalle) Alvar Päätalo (11 noiembrie, 1919 - 20 noiembrie, 2000) a fost un romancier, cel mai popular scriitor finlandez din secolul al XX-lea. S-a născut la Taivalkoski, în condiții sărace. A fost influențat încă din copilărie de operele lui Jack London și Mika Waltari. Principalele lui romane traduse în engleză sunt Pâinea din fiece zi (1960), Până la furtună (1962), Furtuna (1963) și După furtună (1965).  